# Oneness (filme)
Oneness é um filme Manipuri de 2024 dirigido por Priyakanta Laishram. É o primeiro filme com temática gay de Manipur, no Nordeste da Índia, e o primeiro filme convencional de Manipur a lidar com identidade sexual e relacionamentos entre pessoas do mesmo sexo. O filme é estrelado por Maya Choudhury, Priyakanta Laishram, Suraj Ngashepam e Sachinker Sagolsem nos papéis principais. É produzido por Roushil Singla e Priyakanta Laishram sob a bandeira Priyakanta Productions. O filme fez sua estreia mundial no KASHISH Pride Film Festival 2024, o maior festival de cinema queer do Sul da Ásia. Elle (Índia) classificou o filme como um dos oito melhores, enquanto Mid-Day o classificou como um dos dez filmes para ver no KASHISH 2024. No IMDb, Oneness está classificado em segundo lugar entre os três principais filmes Manipuri.

## Produção

### Desenvolvimento
Em dezembro de 2021, Priyakanta Laishram afirmou que o filme é inspirado em um dos raros casos de crimes de honra contra homossexuais no Nordeste da Índia e levou dois anos para desenvolver e finalizar o roteiro. Foi revelado que o filme, estrelado por Maya Choudhury, Priyakanta Laishram, Suraj Ngashepam e Sachinker Sagolsem nos papéis principais, começaria a ser produzido no final de janeiro de 2022.
No The Indian Express, Laishram afirmou que levou oito meses para encontrar um ator para interpretar um personagem gay.
Em entrevista ao India Today, Laishram afirmou que, como o filme é baseado em uma história real, ele fez a maior parte da pesquisa e desempenhou um papel significativo na reconstrução dos acontecimentos.
Falando sobre finanças, Laishram disse no Scroll.in que depois de dois anos de luta para produzir Oneness, seu parceiro, Roushil Singla, o ajudou financeiramente e que ele compartilhou sinceramente sua ideia e estava ansioso para ingressar como um dos produtores.

### Filmagem
A filmagem do filme começou em 19 de janeiro de 2022, em Infal. A produção do filme custou 15 lakh de rupias indianas.
Laishram afirmou que seu co-estrela Suraj Ngashepam estava relutante em realizar uma cena de casamento gay por causa de sua reputação machista como herói de cinema convencional, mas que Laishram acabou o convencendo.

### Pós-produção
Foi anunciado que o filme seria lançado em 28 de outubro de 2023. Em agosto de 2023, os produtores anunciaram que a data de lançamento do filme havia sido adiada devido à violência étnica em Manipur.

## Estreia mundial
O filme fez sua estreia mundial em 17 de maio de 2024, em Mumbai, no KASHISH Pride Film Festival 2024, que é o maior festival de cinema queer do Sul da Ásia.

## Elenco
- Priyakanta Laishram como Ivan Martin.
- Maya Choudhury como Anna Martin.
- Suraj Ngashepam como Pamheiba Hijam.
- Sachinker Sagolsem como Daniel Martin.
- Ramva Leishangthem como Mersia Martin.
- Harendra Laishram como Peter Martin.
- Rojesh Saikhom como Pastor John.
- Yaiphabi Toijam como Mary D'Souza.[11]
- Taton Sagolsem como Inspetor Ton.
- Naorem Naoba Mei como Agente de polícia.
- Supriya Wangkhem como Mãe de Pamheiba.